# Moses on a Snail
Moses on a Snail è il 14° album in studio long playing di Robert Pollard, membro fondatore dei Guided by Voices; venne pubblicato nel 2010 negli Stati Uniti d'America sia in vinile che in CD dalla Guided By Voices Inc.. Pollard ha raccontato che ha scritto 22 brani in un taccuino in un pomeriggio; di questi ne ha scelto dieci da rivedere e perfezionare e delle quali ha poi realizzato un demo che ha inviato Todd Tobias, produttore e musicista collaboratore di Pollard da anni, il quale ha suonato e registrato gli strumenti prima che Pollard registrasse la parte cantata. Attraverso la tecnica della sovraincisione, i brani sono stati prodotti.

## Tracce
Lato A
1. The Weekly Crow
2. A Constant Strangle
3. Arrows and Balloons
4. Lie Like a Dog
5. Ice Cold War
6. Each Is Good in His Own House

Lato B
1. How I've Been in Trouble
2. It's News
3. It's a Pleasure Being You
4. Big Time Wrestling
5. Teardrop Painballs
6. Moses on a Snail

## Musicisti
- Todd Tobias: basso, batteria, percussioni, chitarra, tastiere
- Robert Pollard: voce